# Coenoptychus
Coenoptychus is een geslacht van spinnen uit de familie van de loopspinnen (Corinnidae).

## Soorten
- Coenoptychus mutillicus (Haddad, 2004)
- Coenoptychus pulcher Simon, 1885
- Coenoptychus tropicalis (Haddad, 2004)